# Cthulhu
Pour les articles homonymes, voir Cthulhu (homonymie).
Cthulhu (prononcé : /k(ʃ)tu.lu/ en français et /kəˈθuːlu/ en anglais) est une monstrueuse entité cosmique inventée par l'écrivain américain Howard Phillips Lovecraft dans sa nouvelle L'Appel de Cthulhu, publiée dans le pulp Weird Tales en 1928. 
Gigantesque créature extraterrestre endormie depuis des millénaires dans la cité de R'lyeh engloutie sous les flots de l'océan Pacifique, Cthulhu est vénéré tel un dieu par des humains dévoyés et des êtres aquatiques qui lui vouent un culte immémorial par le biais de sculptures antédiluviennes. Celles-ci reproduisent sa forme vaguement humanoïde complétée d'une tête de seiche, de tentacules de pieuvre et d'ailes semblables à celles d'un dragon.
L'écrivain August Derleth désigne sous le vocable « mythe de Cthulhu » l'ensemble des pastiches littéraires qui s'inspirent de l'univers fictionnel de Lovecraft. Le terme est resté, contribuant à multiplier les références culturelles à la créature à travers la littérature, les jeux de rôle et les jeux vidéo.

## Présentation

### Description et historique

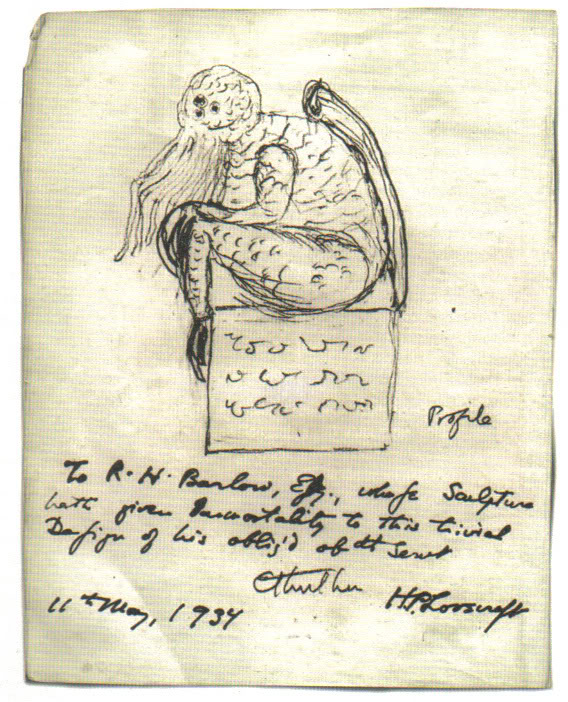
Statuette de Cthulhu dessinée par Howard Phillips Lovecraft dans une lettre adressée à Robert Barlow le 11 mai 1934
(John Hay Library, université Brown, Providence).

Mélange de mythologies européennes (le Kraken des Scandinaves) et du Proche-Orient (Dagon, le dieu-poisson des Philistins), Cthulhu est l'archétype du dieu cosmique monstrueux : d'apparence humanoïde (bien qu'il ne soit pas tout à fait correct de dire cela, Lovecraft insistant bien sur l'aspect totalement inconcevable de la créature), avec une tête de pieuvre et de grandes ailes filandreuses, il est vénéré par des créatures dégénérées, thème récurrent dans l'œuvre de Lovecraft. Cthulhu inspire également les rêves des hommes, élargissant ainsi le cercle de ses adorateurs.
Dans la nouvelle L'Appel de Cthulhu (1926), le vieux Castro, l'un des membres de la secte, présente Cthulhu comme le « prêtre des Grands Anciens. » Cthulhu est également évoqué en ces termes : « Nul ne saurait décrire le monstre ; aucun langage ne saurait peindre cette vision de folie, ce chaos de cris inarticulés, cette hideuse contradiction de toutes les lois de la matière et de l'ordre cosmique. »
Selon l'interprétation d'August Derleth, postérieure à la mort de Lovecraft et contestée par les exégètes lovecraftiens, Cthulhu fut jadis banni du lointain système de Xoth (lequel pourrait correspondre à l'étoile Bételgeuse dans la constellation d'Orion) par les bienveillants « Dieux très anciens » et dort désormais au fond du Pacifique Sud dans la cité sous-marine de R'lyeh, en attendant l'heure de son retour.

### Prononciation
« La véritable sonorité, si les organes humains peuvent l'imiter, ou la retranscrire par courrier, ressemble à : khlûl'-hloo, la première syllabe étant prononcée gutturalement et très sèchement. Le « u » ressemble à celui de « full ». Cette première syllabe n'est pas sans rappeler « klul », puisque le « h » affirme l’épaisseur gutturale. Quant au son « l », lui, il n'est pas représenté »

— Lettre de H. P. Lovecraft à Duane Rimel, 23 juillet 1934[réf. souhaitée].

### Culte fictif
« Ph'nglui mglw'nafh Cthulhu R'lyeh wgah'nagl fhtagn » est une litanie liée au culte de Cthulhu, traduite dans les ouvrages français par « Dans sa demeure de R'lyeh la morte, Cthulhu rêve et attend ». Cette traduction semble inexacte, la version anglaise étant « In his house at R'lyeh dead Cthulhu waits dreaming », signifiant plutôt « Dans sa demeure de R'lyeh, le défunt Cthulhu attend en rêvant », ce qui est d'ailleurs cohérent avec la prononciation avancée du Necronomicon : « N'est point mort celui qui éternellement dort, et en d'étranges éternités, la Mort elle-même peut trépasser ».

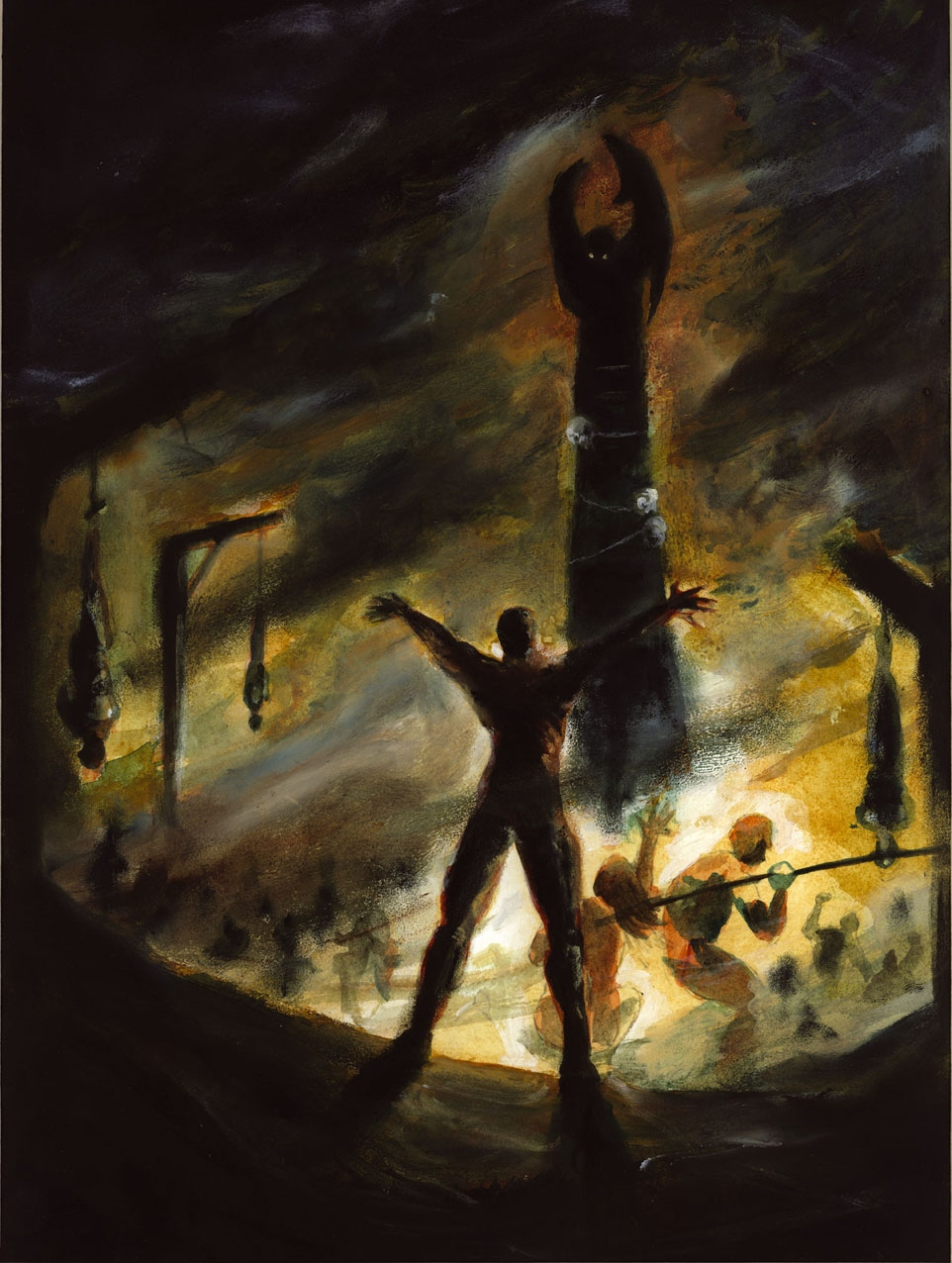
Les adorateurs de Cthulhu dans les marécages de Louisiane,
illustration de Gwabryel.

August Derleth, dans sa nouvelle Le retour d'Hastur, mentionne une construction négative de cette phrase, se terminant par « Cthulhu naflfhtagn » et indiquant de ce fait le réveil de Cthulhu.
L'injonction « Iä, Iä, Cthulhu fhtagn » revient également souvent dans la bouche de ses adorateurs.

## Dans la culture
On parle souvent du « mythe de Cthulhu » pour désigner l'œuvre de Howard Phillips Lovecraft. Toutefois, celui-ci n'a jamais utilisé ce terme, inventé par August Derleth après la mort du « maître de Providence ».
Cthulhu a d'ailleurs souvent été cité ou repris en littérature, au cinéma, à la télévision, dans la musique rock, dans les jeux de rôle et les jeux vidéo. On peut même le trouver en peluche.

## Hommage

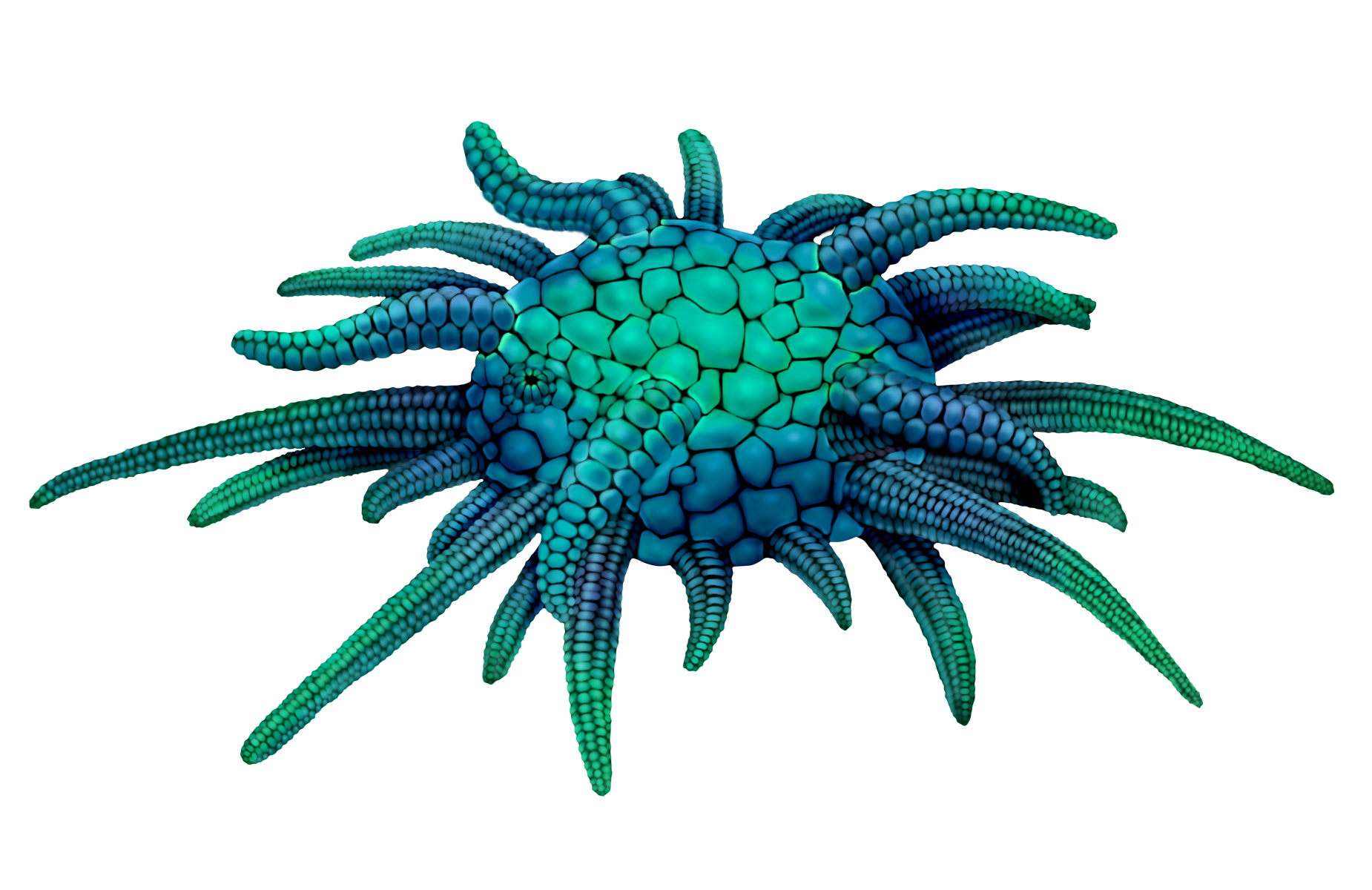
Reconstitution de Sollasina cthulhu.

En 2015, une région sombre et allongée le long de l'équateur de la planète naine Pluton a été officieusement baptisée « macule Cthulhu » par l'équipe de la NASA responsable de la mission New Horizons.
Un fossile d'ophiocistioïde (groupe éteint apparenté aux oursins mais muni de tentacules) du Silurien a été baptisé en 2019 « Sollasina cthulhu ».